# Servet Tazegül
Servet Tazegül (ur. 26 września 1988 w Norymberdze) – turecki zawodnik w taekwondo, mistrz olimpijski z Igrzysk Olimpijskich w Londynie, zdobywca brązowego medalu Igrzysk Olimpijskich w Pekinie. Medalista mistrzostw świata i Europy.
W 2008 roku Servet został mistrzem Europy, a dwa lata później obronił tytuł w Rzymie. Między tymi zawodami w 2009 roku zajął trzecie miejsce na mistrzostwach świata. W 2011 roku w Petersburgu został mistrzem świata.

## Wyniki na igrzyskach olimpijskich
| Igrzyska | Konkurencja    | Runda pierwsza      | Ćwierćfinał        | Półfinał         | Repasaże         | Repasaże             | Finał                      | Klas. końcowa |
| Igrzyska | Konkurencja    | Runda pierwsza      | Ćwierćfinał        | Półfinał         | Pierwsza runda   | Mecz o brązowy medal | Finał                      | Miejsce       |
| -------- | -------------- | ------------------- | ------------------ | ---------------- | ---------------- | -------------------- | -------------------------- | ------------- |
| LIO 2008 | kat. do 68 kg  | Gessler Viera W     | Son Tae-Jin L      |                  | Dennis Bekkers W | Peter López W        |                            | 3.            |
| LIO 2012 | 68 kg mężczyzn | Terrence Jennings W | Hryhorii Husarov W | Martin Stamper W | BYE              | BYE                  | Mohammad Bagheri Motamed W | 1.            |